# Hnivan'
Hnivan' (in ucraino Гнівань?) è una città ucraina (12 191 abitanti), nel distretto di Vinnycja, nell'oblast' di Vinnycja. Ospita l'amministrazione della comunità territoriale di Hnivan', una delle comunità territoriali dell'Ucraina.
Fino al 18 luglio 2020  Hnivan' faceva parte del distretto di Tyvriv. Come parte della riforma amministrativa che ha ridotto a sei il numero dei distretti dell'oblast' di Vinnycja, il distretto di Tyvriv venne fuso nel distretto di Vinnycja.